# Mysidioides multimaculata
Mysidioides multimaculata är en insektsart som beskrevs av Frederick Arthur Godfrey Muir 1926. Mysidioides multimaculata ingår i släktet Mysidioides och familjen Derbidae. Inga underarter finns listade i Catalogue of Life.